# Tamiya
Tamiya Inc. is een Japans modelauto- en modelbouwfabrikant die voornamelijk bekend is van zijn plastic modelbouwdozen. Het bedrijf is gevestigd in Shizuoka.

## Geschiedenis
Het bedrijf werd in 1946 opgericht in door Yoshio Tamiya in Oshika en was aanvankelijk een houtzagerij. Door het vele aanwezige hout werden later ook houtmodellen gemaakt van schepen en vliegtuigen. In 1953 werd besloten om het bedrijf volledig te richten op modelbouw.

## Modellen
De modelseries lopen van verschillende militaire voertuigen tot burgerluchtvaartuigen, motorfietsen en auto's. Schalen variëren van 1:700 tot 1:5. Tamiya maakt ook radiografische voertuigen zoals raceauto's (RC-auto) en schepen met elektrische motoren en verbrandingsmotoren.

## Concurrenten
Belangrijke concurrenten zijn Italeri, Revell, Hasegawa, Kyosho en Dragon Models Limited.